# Colegio de Abogados y Notarios de Guatemala
El Colegio de Abogados y Notarios de Guatemala (CANG) es una asociación colegiada que reúne a todos los abogados y notarios del país, sin fines de lucro, para que dichos profesionales puedan ser colegiados y así ejercer su profesión legalmente el ámbito jurídico, político y en cualquier otro en el que se desempeñe. Este colegio se creó a través de la Ley de Colegiación Profesional Obligatoria, Dto. Legislativo 332 de 1947, el cual luego fue derogado en 1991, luego más tarde por el Dto. 62-91 del Congreso de la República de Guatemala, el cual nuevamente quedó derogado por el Dto. 72-2001, el 22 de diciembre de 2001 que actualmente se encuentra vigente y se encuentra basado en el Art. 34 y 90 de la Constitución Política de la República de Guatemala.

## Marco Legal
La creación y el funcionamiento del Colegio de Abogados y Notarios de Guatemala se encuentra basado en las siguientes leyes:
- Constitución Política de la República de Guatemala.
- Ley de Colegiación Profesional Obligatoria, Decreto 72-2001 del Congreso de la República de Guatemala.
- Estatutos.
- Reglamento de Elecciones.
- Reglamento de Prestaciones.
- Reglamento de Colegiación.
- Ley del Timbre Forense y Timbre Notarial, Decreto 82-96 del Congreso de la República y sus reformas.
- Reglamento de la Ley del Timbre Notarial y Timbre Forense.
- Código de Notariado.
- Reglamento para uso del panteón.
- Reglamento General de Congresos Jurídicos.
- Reglamento de la Unidad Académica.
- Código de Ética Profesional.
- Reglamento de Apelaciones ante la Asamblea de Presidentes de los Colegios Profesionales.

## Historia
- 1810: se creó el Colegio de Abogados, gracias a la influencia y actividad del Dr. José María Álvarez y Estrada, siendo probablemente el primero de su especie en América del Norte y América Central.
- 1811: el 11 de marzo de ese mismo año se incorpora el primer abogado Dr. Juan Francisco Aguilar de acuerdo a los estatutos del colegio.
- 1832: el Colegio de Abogados pasa a ser parte de la Academia de Estudios por el Dr. Mariano Gálvez de Guatemala.
- 1852: el 30 de octubre de ese mismo año por orden de la Corte Suprema de Justicia, fue restablecido nuevamente el Colegio de Abogados.
- 1922: un grupo de jurisconsultos funda la Asociación de Abogados de Guatemala, que funciona hasta el gobierno del entonces Presidente de la República de Guatemala Gral. Jorge Ubico.
- 1930: el 2 de junio de ese año otro grupo de profesionales fundó la Barra de Abogados de Guatemala.
- 1931: el 21 de octubre de ese año se prohíbe el funcionamiento de dicha Barra.
- 1946: se crea una nueva asociación de abogados y sus estatutos son aprobrados el 2 de diciembre de ese mismo año, durante el gobierno del Dr. Juan José Areválo Bermejo.
- 1947: se constituye el actual Colegio de Abogados y Notarios de Guatemala, de conformidad con el Decreto n.º 332 del Congreso de la República de Guatemala, quedando formalmente inscrito, el 10 de noviembre de ese mismo año, según el libro de actas de inscripción de los colegios profesionales del Consejo Superior Universitario de la Universidad de San Carlos de Guatemala.
- 1982: el 2 de junio de ese mismo año se conmemora el Día del Colegio de Abogados y Notarios de Guatemala, al igual que se festeja el día 24 de septiembre el Día del Abogado, por iniciativa del entonces Presidente de la Junta Directiva, Lic. Juan José Rodil Peralta.

## Organización
Los colegios profesionales se integran con los órganos siguientes, de acuerdo al Art. 8 de la Ley de Colegiación Profesional Obligatoria: 
a) Asamblea General; 
b) Junta Directiva;
c) Tribunal de Honor, y 
d) Tribunal Electoral.

### La Asamblea General
Es el órgano superior del Colegio de Abogados y Notarios de Guatemala, y se integra con la reunión de sus miembros activos, en sesión ordinaria o extraordinaria.  Todas las sesiones de la Asamblea General, serán presididas por el presidente de Junta Directiva o quien haga sus veces, con la asistencia del Secretario o quien lo sustituya.

### La Junta Directiva
Es el órgano ejecutivo del Colegio de Abogados y Notarios de Guatemala y se integra con siete miembros electos por la Asamblea General:
- Presidente;
- Vicepresidente;
- Vocal I;
- Vocal II;
- Secretario;
- Prosecretario; y
- Tesorero.

Junta directiva para el periodo 2025-2027
| Junta directiva 2025-2027 | Junta directiva 2025-2027                  |
| Cargo                     | Nombre                                     |
| ------------------------- | ------------------------------------------ |
| Presidenta                | Licda. Patricia Elizabeth Gamez Barrera    |
| Vicepresidente            | Lic. Francisco Javier Puac Choz            |
| Vocal primero             | Lic. Marvin Norberto Moran Corzo           |
| Vocal segundo             | Licda. Marleny Zoraida Rodriguez Rodriguez |
| Secretario                | Lic. Alberto Luján Villagran               |
| Prosecretario             | Lic. Eduardo Gabriel Masaya Juárez         |
| Tesorera                  | Licda. Karla Alejandra Díaz Lemus          |

### El Tribunal de Honor
Es el órgano disciplinario, que vela por la ética profesional de los colegiados.  Se integra por nueve miembros, los cuales son: 
- Presidente;
- Vicepresidente;
- Secretario; y
- Cuatro Vocales; y
- Dos miembros suplentes.

| Tribunal de Honor 2025-2027 | Tribunal de Honor 2025-2027                       |
| --------------------------- | ------------------------------------------------- |
| Presidenta                  | Licda. Alicia del Carmen Franco Flores            |
| Vicepresidente              | Lic. Jorge Manuel López Oliva                     |
| Secretaria                  | Licda. Ligia Gabriela Alvarado Kuckling de Alfaro |
| Vocal primero               | Lic. Werner Stuart de León Velásquez              |
| Vocal segundo               | Licda. Maria Oralia Betancourt Morales            |
| Vocal tercero               | Lic. Federico Augusto Ruata Cardona               |
| Vocal cuarto                | Licda. Ada Haydé Canté Aroche                     |
| Vocal suplente              | Lic. Juan Carlos Barrientos Nixtal                |
| Vocal suplente              | Lic. Geonattan Adolfo Monzon Garrido              |

### El Tribunal Electoral
Es el órgano superior en materia electoral se integra por cinco miembros titulares:
- Presidente;
- Secretario; y
- Tres Vocales; y
- Dos miembros suplentes.

## Agremiados
Los agremiados al colegio deberán presentar juramento ante la junta directiva de dicho órgano, generalmente se hace en un acto masivo de colegiación, en el cual la junta directiva del colegio les habilita para el ejercicio de la profesión y les otorga la calidad de colegiado activo, necesaria para el ejercicio profesional y optar a cargos públicos, en dicho acto se les hace entrega de un pin ceremonial, constancias en papel y gafetes plásticos que acreditan su calidad como miembros del colegio.